# Эрасинос (река, впадает в залив Петалия)
Эрасинос (Эрасин, греч. Ερασινός) — пересыхающая река в Греции, в Аттике. Берёт исток севернее города Маркопулон (Месойеас) и восточнее города Коропион, на равнине Месогея, в районе автострады Атики-Одос. Собирает ручьи с горы Имитос в районе Пеании. Течёт на северо-восток и впадает в бухту Враона залива Петалия Эгейского моря у деревни Враврона, в 6 км к югу от города Луца (Артемис), в 30 км от Афин.
Река пересекала древний город Браврон со святилищем Артемиды Бравронской. В Бравроне каждые пять лет проходили празднества в честь Артемиды Бравронской (Βραυρώνια), которые включали музыкальные, поэтические и водные спортивные состязания.
Воды реки используются для полива близлежащих полей и садов. Река Эрасинос создала водно-болотные угодья Вравроны — важный заповедник дикой природы в Восточной Аттике, место обитания более 170 видов птиц, а также рептилий, амфибий и мелких млекопитающих. С наличием пересыхающей реки связаны оливковые деревья, влажные луга и тамариски, а также виноградники, фисташковые деревья и овощи, выращиваемые в прилегающих районах. Традиционные виды землепользования (животноводство и сельское хозяйство) защитили экосистему. В последние годы экосистема находится под угрозой.